# مهر الله لاسي
مهر الله لاسي (مواليد 24 نوفمبر 1979) هو ملاكم باكستاني، مثّل بلاده في الألعاب الأولمبية الصيفية 2004.

## روابط خارجية
مهر الله لاسي على موقع أوليمبيديا (الإنجليزية)